# Баратт, Луи-Анри
Луи-Анри Баратт (родился 30 апреля 1805 года) — французский учёный из Крикето-л’Эсневаль, Нормандия.

## Биография
Став доктором медицины, Баратт издал сборник портретов знаменитых людей Нормандии, который состоит из не менее двух тысяч портретов, выгравированных на медной пластине. Эта коллекция, которая была приобретена в 1847 году библиотекой Руана, получила сотрудничество со многими другими нормандскими литераторами, такими как Ж.-Ф. Дестиньи из Кана, Ж. Мортент, Эдуард Невё, Жорж Мансель, Альфонс Ле Флагуэ, Ж. Чарма, Теодор-Элуа Лебретон . А. Делавинь, Р. Дезланд и Ж. Лери, а также Пьер-Франсуа Тиссо и Жюль Жанен .

## Публикации
- Поэты нормандские,[2][3][4] Париж, Лакрамп, 1845 г.
- Essai de littérature médicale ; Choix des meilleurs morceaux en prose et en vers, extraits des auteurs les plus célèbres qui ont traité de la médecine et de son application,[5] Париж, Байер, 1846 г.

## Рекомендации
1. ↑  Lechevalier, Auguste. Bio-bibliographie des écrivains de l'arrondissement du Havre :  [фр.]. — H. Micaux, 1903. — P. 19. Источник. Дата обращения: 17 октября 2021. Архивировано 17 октября 2021 года.
2. ↑  Poètes normands
3. ↑  Poètes normands Архивная копия от 19 января 2021 на Wayback Machine on Gallica
4. ↑  Poètes normands: portraits gravés d’après les originaux les plus authentiques par Charles Devrits, notices bibliographiques par messieurs P.F. Tissot, J. Janin, J.F. Destigny
5. ↑  Essai de littérature médicale: choix des meilleurs morceaux en prose et en vers. Extraits des auteurs les plus célèbres qui ont traité de la médecine et de son application